# Zastava Australije
Zastava Australije kombinacija je britanske zastave, Južnog križa (najsjajnije zviježđe na južnoj polutci; sastoji se od: Alfa Južnog križa, Beta Crucis, Gamma Crucis, Delta Crucis, Epsilon Crucis), i zvijezde Commonwealtha koja ima 7 krakova. 6 od 7 krakova predstavlja 6 saveznih država Australije (Novi Južni Wales, Queensland, Victorija, Tasmanija, Južna Australija i Zapadna Australija), a sedmi krak predstavlja sve unutarnje i vanjske teritorije Australije.
Države i teritoriji Australije koji su za službenu zastavu prihvatili Australijsku su:
- Otok Heard i otočje McDonald
- Otoci Ashmore i Cartier
- Otoci Koraljnog mora
- Teritorij Jervis Bay

## Vanjske poveznice
- Australian National Flag  Arhivirana inačica izvorne stranice od 24. kolovoza 2011. (Wayback Machine)
- Flags of the World